# One (album de Bob James)
Pour les articles homonymes, voir One.
Albums de Bob James
Explosions
(1965) Two
(1975)
One est un album du claviériste Bob James sorti en avril 1974.

## Liste des Titres
1. Valley Of The Shadows
2. In The Garden
3. Soulero
4. Night On Bald Mountain
5. Feel Like Making Love
6. Nautilus